# Mark Hristov
Mark Hristov (4 de abril de 2000) é um judoca búlgaro. Competiu nos Jogos Olímpicos de Verão de 2024 em Paris. Foi eliminado nas oitavas de final pelo japonês Soichi Hashimoto.
Conquistou a medalha de ouro no Open Europeu de Praga, em 2022. Conquistou uma medalha de bronze no Campeonato da Europa de 2022, em Sófia. Conquistou uma medalha de prata no Campeonato do Mundo de Cadetes em 2017, em Santiago do Chile. Conquistou a medalha de ouro na Taça da Europa Sub-21 de Sarajevo, em 2019. Conquistou a medalha de bronze no Grande Prémio de Zagreb em 2021. Em 2022, conquistou o título europeu de sub-23 em Sarajevo. Conquistou a medalha de bronze no Grand Slam de Telavive.